# 万鸦老
萬鴉老或譯萬鴉佬（福建兴化方言音译），又名美娜多（Menado），位于印度尼西亚苏拉威西岛北端的海灣，是北苏拉威西省的首府。1658年荷蘭東印度公司於此建立軍事基地，因此本地居民以信仰基督教為多。万雅佬發展至今，乃蘇拉威西的第二大城市，人口近42万（2005年），共有9個市轄區，為群山所環繞，素以海岸美景著稱。

## 交通

### 航空
- 薩姆·拉圖蘭吉機場

## 友好城市
- 马来西亚亚罗士打
- 马来西亚关丹
- 帛琉科羅爾
- 菲律賓宿霧省
- 菲律賓达沃市
- 印度尼西亞安汶

## 外部連結
- 萬鴉老官方網站（页面存档备份，存于）
- myManado!